# Daria Nauer
Daria Nauer (21 mei 1966) is een voormalige Zwitserse langeafstandsloopster, die een bronzen medaille won op de Europese kampioenschappen van 1994 in Helsinki op de 10.000 m in een Zwitserse recordtijd van 31.35,96, dat nog altijd staat (peildatum apr. 2015). Zij nam tweemaal deel aan de Olympische Spelen, eenmaal op de 10.000 m en eenmaal op de marathon, zonder daarbij eremetaal te veroveren. 

## Loopbaan
In 1993 liep Nauer met 15.18,00 ook een Zwitsers record op de 5000 m, dat bleef staan tot Anita Weyermann het in 1996 overtrof. In 1994 won ze de Vancouver Sun Run (10 km) in 32.55. In 1998 en 1999 won ze de Kerzerslauf (15 km). Op de marathon van Berlijn in 1999 werd ze achtste met een persoonlijk record van 2:32.18.
Haar beste prestatie op een internationaal kampioenschap leverde Nauer in 1994, toen zij bij de EK in Helsinki op de 10.000 m een bronzen medaille wist te veroveren in de eerder vermelde nationale recordtijd van 31.35,96.
In haar actieve tijd was ze aangesloten bij TV Länggasse in Bern.

## Titels
- Zwitsers kampioene 1500 m - 1994
- Zwitsers kampioene 3000 m - 1990, 1992, 1994
- Zwitsers kampioene halve marathon - 1998
- Zwitsers kampioene veldlopen - 1992, 1993, 1994

## Persoonlijke records
Baan
| Onderdeel | Prestatie | Datum            | Plaats   |
| --------- | --------- | ---------------- | -------- |
| 3000 m    | 8.54,53   | 7 juli 1993      | Lausanne |
| 5000 m    | 15.13,93  | 30 augustus 1994 | Berlijn  |
| 10.000 m  | 31.35,96  | 13 augustus 1994 | Helsinki |

Weg
| Onderdeel      | Prestatie | Datum             | Plaats        |
| -------------- | --------- | ----------------- | ------------- |
| 10 Eng. mijl   | 53.59     | 22 augustus 1998  | Wilhelmshaven |
| halve marathon | 1:12.24   | 7 maart 1999      | Parijs        |
| marathon       | 2:32.38   | 26 september 1999 | Berlijn       |

## Palmares

### 1500 m
- 1994:  Zwitserse kamp. - 4.16,56

### 3000 m
- 1990:  Zwitserse kamp. - 9.23,65
- 1991: 8e in serie WK - 9.05,08
- 1992:  Zwitserse kamp. - 9.04,60
- 1993:  Europa cup B - 9.13,81
- 1993: 11e in serie WK - 9.11,28
- 1994:  Zwitserse kamp. - 9.22,50

### 10.000 m
- 1994:  EK - 31.35,96
- 1996: 16e in serie OS - 33.56,95

### halve marathon
- 1995:  Zwitserse kamp. - 1:15.18
- 1998: 24e WK in Uster - 1:12.25

### marathon
- 1999: 8e marathon van Berlijn - 2:32.18
- 1999: 10e marathon van Rotterdam - 2:37.20
- 2000: 38e OS - 2:43.00

### veldlopen
- 1985: 102e WK (lange afstand) - 17.04
- 1986: 124e WK (lange afstand) - 17.02,4
- 1988: 106e WK (lange afstand) - 21.36
- 1989: 59e WK (lange afstand) - 24.14
- 1990: 104e WK (lange afstand) - 21.11
- 1991: 60e WK (lange afstand) - 21.50
- 1992:  Zwitserse veldloopkamp. - 19.37
- 1992: 21e WK (lange afstand) - 22.03
- 1993:  Zwitserse veldloopkamp. - 23.13
- 1994:  Zwitserse veldloopkamp. - 22.07